# الجراجر (حبيش)

تعديل مصدري - تعديل

الجراجر هي إحدى قرى عزلة نقيل العقاب بمديرية حبيش التابعة لمحافظة إب، بلغ تعداد سكانها 425 نسمة حسب تعداد اليمن لعام 2004.